# Kolåsens kapell
Kolåsens kapell, även Kolåsens lappkapell, är en kyrkobyggnad i Åre kommun i Kalls församling i Härnösands stift.

## Bakgrund
Ännu under första delen av 1700-talet var samerna inte helt inkluderade i svenskt kyrkoliv. Detta  dokumenterades av den norske prästen och missionären Thomas von Westen som på olika sätt framförde förslag om åtgärder. 

På 1700-talet organiserades religionsvården i Jämtland och Härjedalen. År 1739 inrättades ett ämbetsverk, Kongl. Direktionen över Ecklesiastikverket i lappmarken, vilket skulle ombesörja samernas själavård och undervisning. Skolor grundades för den samiska ungdomen och lärarna i dessa var prästvigda. De skulle även förrätta gudstjänst i församlingskyrkan. Från 1740-talet fanns även kateketer, kringvandrande lärare, som undervisade i första hand barnen i läsning och kristendom men dessutom på sön- och helgdagar höll andaktsstunder.

År 1746 bildades ett särskilt pastorat för Jämtlands lappmark, Föllinge lappförsamling. Där inrättades också en lappskola med pastor lapponum som skolmästare. Snart delades pastoratet och komministern i Undersåker fick ta hand om samerna i Åre, Kall, Offerdal och Undersåker. Från omkring 1768 fick Hede lappförsamling ansvar för samerna i Härjedalen och södra Jämtland, senare Tännäs lappförsamling. År 1852 namnändrades Föllinge lappförsamling till Hotagens lappförsamling. 

I början av 1800-talet upplöstes lappmarksdirektionen och dess uppgifter övertogs senare av Ecklesiastikdepartementet.

Den 31 december 1941 upphörde lappförsamlingarna i Jämtlands län då medlemmarna blev kyrkobokförda i den territoriella församling där de var mantalsskrivna.

## Kyrkobyggnad
År 1842 ansökte "fjellallmogen uti Kall och Offerdahl samt deromkring liggande orter" till Domkapitlet om medel för kyrkbygge i Kolåsen. Det beviljades och arbetet igångsattes 1846 och färdigställdes 1849. Kapellet är tornförsett och har en sakristia i öster. Byggnaden är av trä, utvändigt klädd med stående vitmålad panel. Dörrarna och tornets ljudluckor är röda. Taket är täckt av svarttjärad spån. Interiören visar väggar klädda med stående brädpanel i naturfärg och vitt tak. Flertalet av inventarierna är inköpta från Alsens kyrka och därför betydligt äldre än själva byggnaden.
Kapellet genomgick en genomgripande restaurering till 100-årsjubileet 1949. Då varmbonades kapellet och ommålades och de äldre inventarierna konserverades.

## Inventarier
- Predikstolen är mörkt färgsatt och bär årtalet 1656.
- Altaruppsatsen är från 1600-talet men är senare om ommålad; delar saknas eller är ersatta.
- Altarringen är daterad 1757 och visar tidiga rokokoformer.
- Bänkinredningen har grå bemålning med marmorerade fält. Även den kommer från Alsens kyrka.